# Woiwodschap Stanisławów

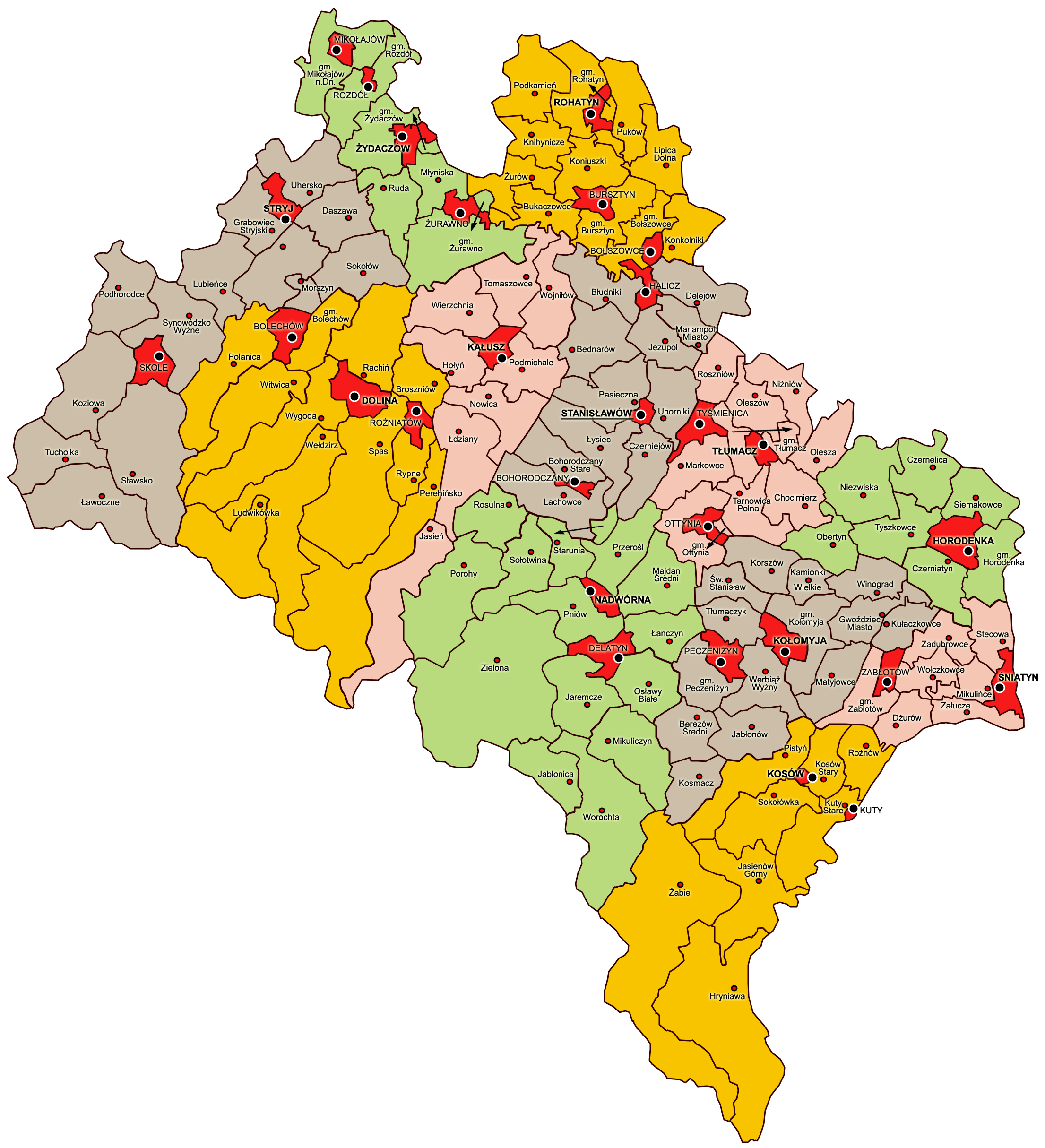
Administratieve kaart, 1938

Het woiwodschap Stanisławów (Pools: Województwo stanisławowskie; Oekraïens: Станіславське воєводство) was tussen 1919 (Pools-Oekraïense Oorlog) en 1939 (Poolse Veldtocht) een van de woiwodschappen van Polen, vernoemd naar de provinciehoofdstad Stanisławów. Tegenwoordig ligt het gebied in Oekraïne (voornamelijk in de oblast Ivano-Frankivsk) en heet de stad Ivano-Frankivsk.
Het gebied grensde aan de woiwodschappen Tarnopol en Lwów en verder aan Tsjecho-Slowakije en Roemenië.